# Tadeusz Breza

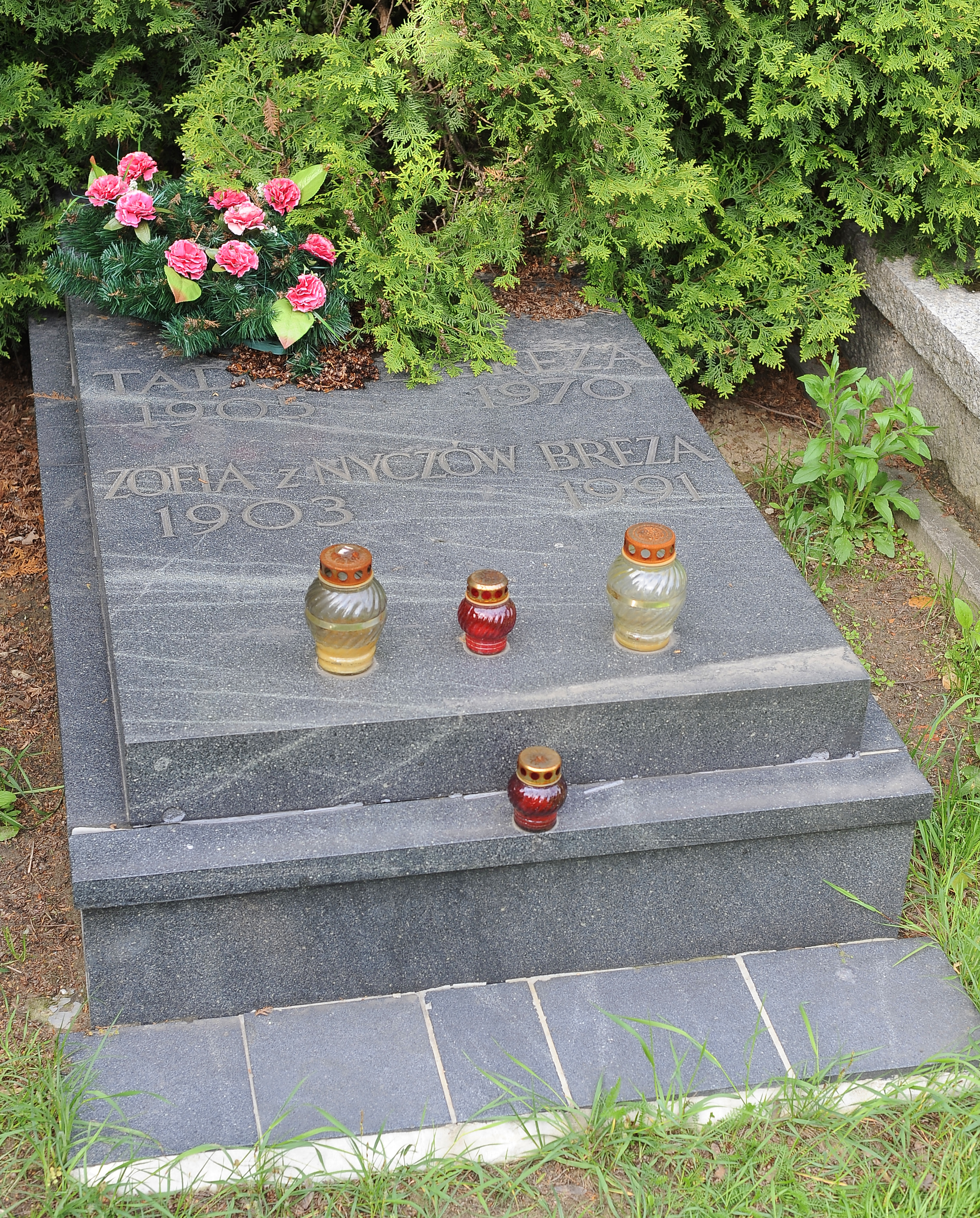
Grób Tadeusza Brezy na cmentarzu Wojskowym na Powązkach

Tadeusz Breza (ur. 31 grudnia 1905 w Szekeryncach pod Ostrogiem na Wołyniu, zm. 19 maja 1970 w Warszawie) – polski powieściopisarz i eseista, a także dyplomata w służbie II Rzeczypospolitej Polskiej oraz Polskiej Rzeczypospolitej Ludowej.

## Życiorys
Pochodził z rodziny ziemiańskiej, był synem Stanisława, bratem architekta Achillesa i Heleny Wierzbickiej, siostrzeńcem Marii Jehanne Wielopolskiej. Maturę zdał w 1926, po ukończeniu I Liceum Ogólnokształcącego im. Karola Marcinkowskiego w Poznaniu, gdzie przebywał u krewnych. Tam rozpoczął studia prawnicze na Uniwersytecie Poznańskim. Potem wstąpił do zakonu benedyktynów w belgijskim miasteczku Lophen. Po powrocie do kraju rozpoczął studia filozoficzne na Uniwersytecie Warszawskim (słuchał wykładów m.in. W. Tatarkiewicza i T. Kotarbińskiego), które z kolei ukończył w Londynie.
W latach 1929–1932 przebywał w Anglii, pełniąc funkcję sekretarza prasowego i attaché ambasady polskiej (dzięki czemu miał sposobność wiele podróżować po Europie). W latach 1933–1937 pracował w warszawskim „Kurierze Porannym”. W latach 1937–1939 kierował „Młodym Teatrem” założonym przez Tadeusza Boya-Żeleńskiego.
W czasie II wojny światowej działał w ruchu oporu.
Po wojnie współpracował z prasą literacką, najpierw w Krakowie, później w Warszawie (w latach 1946–1948 jako recenzent działu teatralnego pisma „Odrodzenie”). W późniejszych latach był radcą kulturalnym ambasady polskiej w Rzymie (1955–1959), a następnie w Paryżu (1961–1965).
Zmarł w Warszawie, pochowany na cmentarzu Wojskowym na Powązkach (kwatera 32A-2-7).

## Twórczość
Debiutował w 1925 utworem poetyckim w konkursie młodych talentów. W początkach twórczości pozostawał pod wpływem modnej wówczas prozy psychologicznej, debiutując powieścią Adam Grywałd.
Po wojnie tworzył już w nurcie problematyki polityczno-społecznej, odnosząc się krytycznie do przeszłości, i aprobująco względem rzeczywistości bierutowskiego PRL. Wyrazem tego były powstałe jeszcze podczas okupacji powieści Mury Jerycha (pierwsza nagroda czasopisma „Odrodzenie”) oraz Niebo i ziemia, ukazujące ironicznie obraz schyłku Polski przedwrześniowej, jak również opowiadania współczesne o tle sensacyjnym i wydźwięku propagandowym (Uczta Baltazara, Jokkmokk, W potrzasku). Dzięki temu, w powojennym dziesięcioleciu (mimo „sanacyjnej” przeszłości) należał do grona pisarzy aprobowanych i dobrze ocenianych przez władzę, na równi z J. Andrzejewskim, K. Brandysem, Wł. Broniewskim, J. Iwaszkiewiczem, W. Żukrowskim i in.
Krytycznemu spojrzeniu na przedsoborowy Watykan i hierarchię Kościoła katolickiego w kraju poświęcił głośną powieść Urząd, oraz eseistyczny dziennik pt. Spiżowa brama. Notatnik rzymski, będące plonem pobytu na placówce we Włoszech. Rezultatem podróży na Kubę były z kolei szkice zawarte w tomie zatytułowanym Listy hawańskie, ukazujące w korzystnym świetle kraj po przewrocie dokonanym przez Fidela Castro. Za dwa ostatnie utwory otrzymał najwyższą nagrodę Ministra Kultury i Sztuki w 1962. Trzy spośród jego utworów doczekały się w PRL adaptacji filmowych: Uczta Baltazara, Urząd i Yokmok.

## Publikacje
- Adam Grywałd (1936) – powieść
- Mury Jerycha (1946) – powieść
- Niebo i ziemia (tom 1–2, 1949–1950) – powieść
- Uczta Baltazara (1952) – powieść
- Jokkmokk[8] (1953) – opowiadanie
- W potrzasku (1955) – opowiadanie
- Notatnik literacki (1956) – eseje
- Spiżowa brama (1960) – eseje
- Urząd (1960) – powieść
- Listy hawańskie (1961) – eseje
- Nelly. O kolegach i o sobie. Wspomnienia i eseje (1970)
- Zawiść (1973) – powieść (powstała w 1939, wydana pośmiertnie; pierwotny tytuł: Biała laska)

### Dramat
- Zamach (1946) – wraz ze Stanisławem Dygatem

## Ordery i odznaczenia
- Order Sztandaru Pracy I klasy (1964)[9]
- Order Sztandaru Pracy II klasy (11 lipca 1955)[10]
- Medal 10-lecia Polski Ludowej (19 stycznia 1955)[11]

## Nagrody
- 1946 – nagroda tygodnika „Odrodzenie”
- 1952 – Nagroda Państwowa II stopnia za powieść pt. Uczta Baltazara[12]
- 1962 – Nagroda Ministra Kultury i Sztuki I stopnia
- 1968 – Nagroda Państwowa I stopnia w dziedzinie literatury